# 인천지방조달청
인천지방조달청(仁川地方調達廳, Incheon Regional Public Procurement Service)은 인천광역시와 경기도 일부 지역의 정부가 행하는 물자(군수품 제외)의 구매·공급 및 관리에 관한 사무와 정부의 주요 시설 공사 계약에 관한 사무를 관장하는 대한민국 조달청의 소속기관이다. 1998년 2월 28일 발족하였으며, 인천광역시 중구 아암대로 90에 위치하고 있다. 청장은 고위공무원단 나등급에 속하는 일반직공무원으로 보한다.

## 직무
- 관할구역내 수요기관이 구매요청하는 물자중 조달청장이 지정하는 내자 물품·용역 계약체결 및 관리와 그에 부수되는 업무
- 조달물자 검사
- 물가조사업무
- 관할구역내 수요기관이 요청하는 시설공사중 조달청장이 지정하는 시설공사 계약체결 및 관리와 그에 부수되는 업무
- 비축물자의 비축 및 방출과 그에 부수되는 업무
- 조달물자의 검수·하역·보관·수송 및 사고처리에 관한 사항
- 관할구역 내 국유재산 관리실태의 확인·점검 등 국유재산 관리사무

## 연혁
- 1959년 9월 9일: 외자청 소속으로 외자청인천·경기사무소 설치.[2]
- 1961년 10월 2일: 조달청 소속 조달청 인천사무소로 통합.[3]
- 1980년 5월 29일: 조달청 경기지청으로 개편.[4]
- 1981년 7월 23일: 조달청 인천지청으로 개편.[5]
- 1998년 2월 28일: 인천지방조달청으로 개편.[6] 소속기관으로 수원출장소 설치.[7]
- 1999년 5월 24일: 수원출장소 폐지.[8]

## 관할구역
- 인천광역시
- 경기도 부천시·광명시·시흥시·김포시·안양시·안산시·수원시·의왕시·군포시·평택시·오산시·용인시·안성시·화성시

## 조직

### 청장
- 경영관리과[9]
- 자재구매과[9]
- 장비구매과[10]